# Шанхайский музей
Шанхайский музей — музей древнекитайского искусства в Шанхае. Основан в 1952 году. Состоит из старого филиала на Народной площади (кит. упр. 上海博物馆 (人民广场馆)) и нового Восточного филиала Шанхайского музея (кит. упр. 上海博物馆东馆) в Пудуне.

## Фонды и отделы

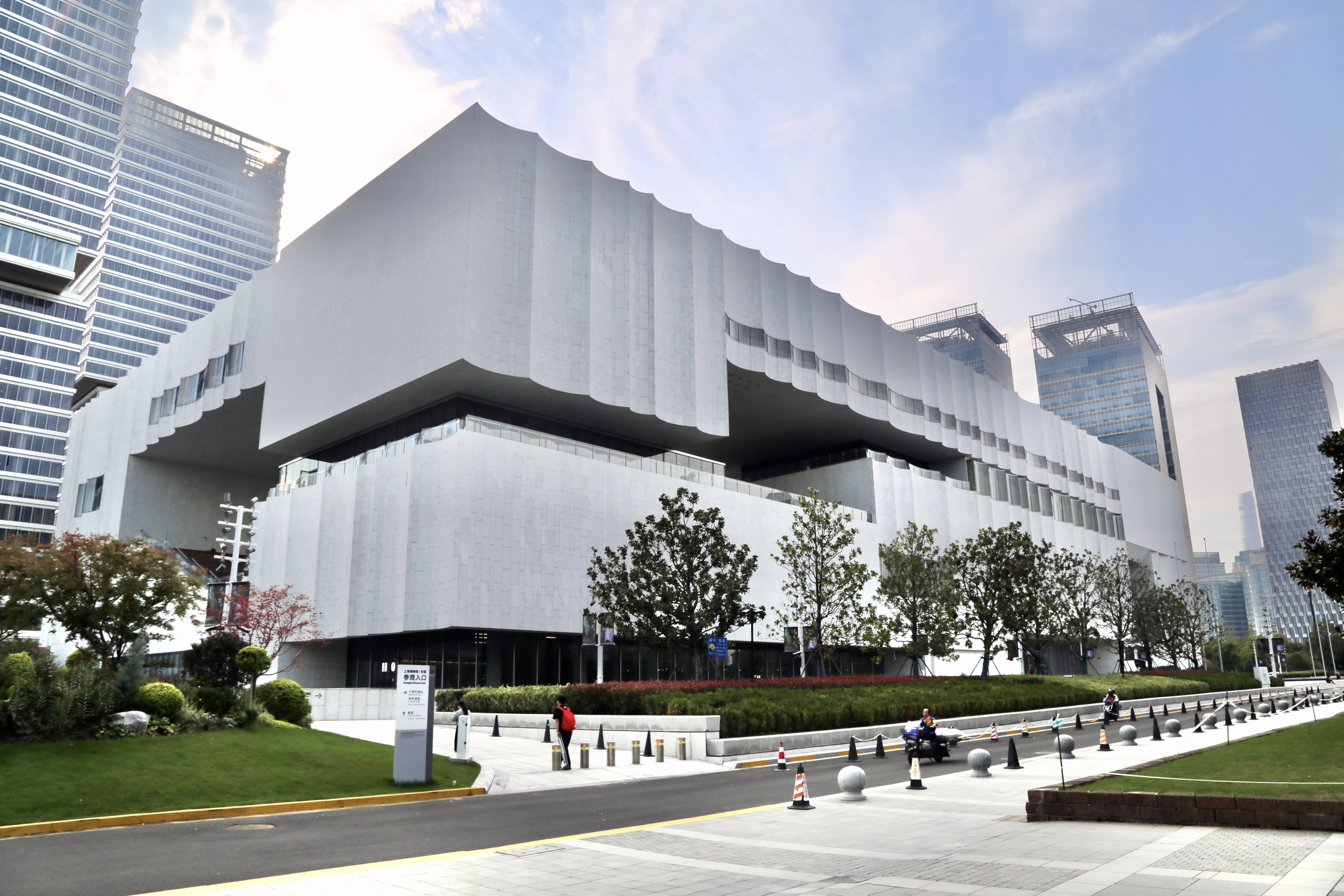
Новый Восточный филиал Шанхайского музея в Пудуне

В музее собрано около 120 тыс. единиц хранения. Наиболее ценными являются коллекции древних изделий из бронзы, керамики, нефрита, а также каллиграфия и живопись, мебель, старинные монеты, резные печати и скульптура.
Шанхайский музей хранит предметы национального значения, в том числе один из трёх существующих образцов «прозрачных» бронзовых зеркал династии Хань.
В настоящее время бо́льшая часть коллекции разместилась в новом Восточном филиале Шанхайского музея. В старом Шанхайском музее на Народной площади проводятся временные выставки и на верхнем этаже размещаются все постоянные экспозиции — искусство малых народов Китая, мебель династий Мин и Цин.

### Выставочная структура филиала Шанхайского музея на Народной площади
1 этаж: мультимедийная студия.
2 этаж: выставочная галерея № 2.
3 этаж: две выставочные галереи.
4 этаж: искусство малых народов Китая, мебель династий Мин и Цин, выставочная галерея № 3.

### Выставочная структура Восточного филиала Шанхайского музея
1 этаж: древняя бронза, древняя скульптура, выставочная галерея № 1.
2 этаж: изделия из нефрита, резные печати, китайская каллиграфия, китайская живопись, цифровая галерея, выставочная галерея № 2.
3 этаж: китайский фарфор, древняя керамика, созданная под влиянием разных культур (CeraMix Gallery), нумизматика, интерактивная галерея для детей CurioCity, выставочная галерея № 3.
4 этаж: искусство Цзяннаня, музейная лаборатория (Open Concervation Lab), галерея Art Space, археологическая галерея, галерея Чжао Пучу, интерактивная галерея для детей CurioCity (продолжение 3 этажа).

## Экспонаты различных отделов

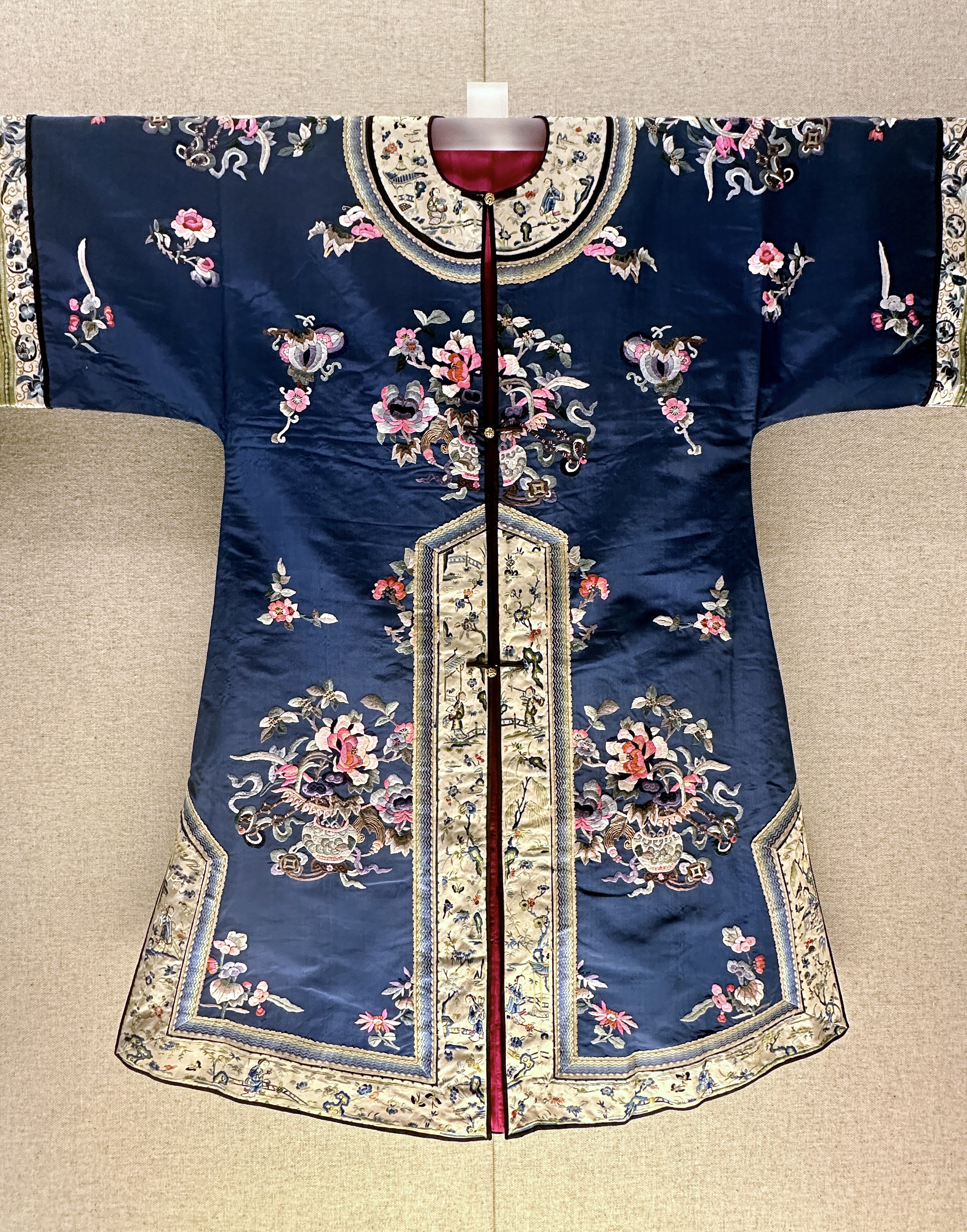
Маньчжурская цзифу. Династия Цин (1644—1911). Шанхайский музей на Народной площади.
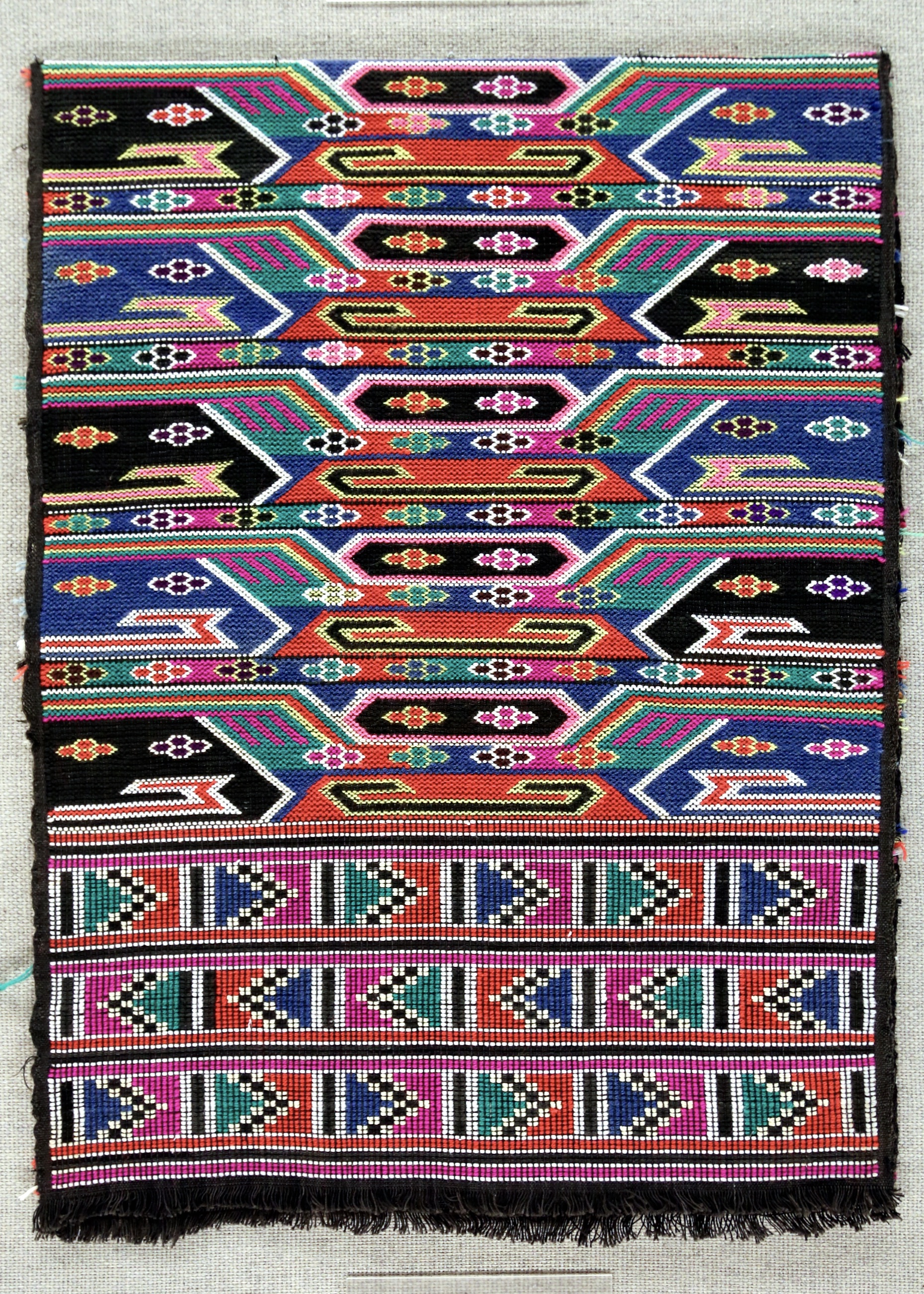
Парчовая вышивка народности Туцзя.  Династия Цин (1644—1911). Шанхайский музей на Народной площади.
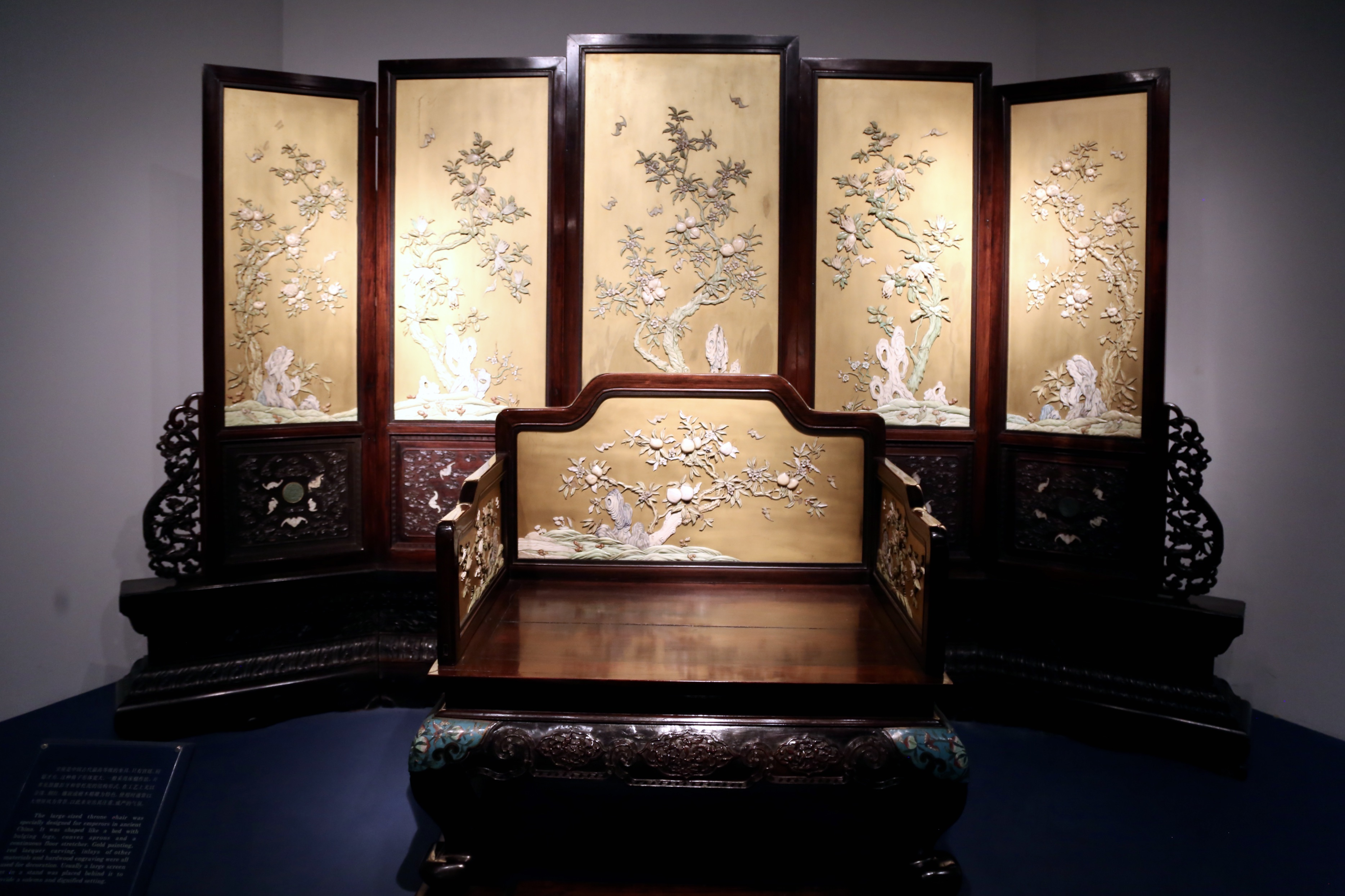
Ширма и трон из красного дерева со вставными панелями, окрашенными под золото и инкрустированными слоновой костью.  Династия Цин (1644—1911). Шанхайский музей на Народной площади.
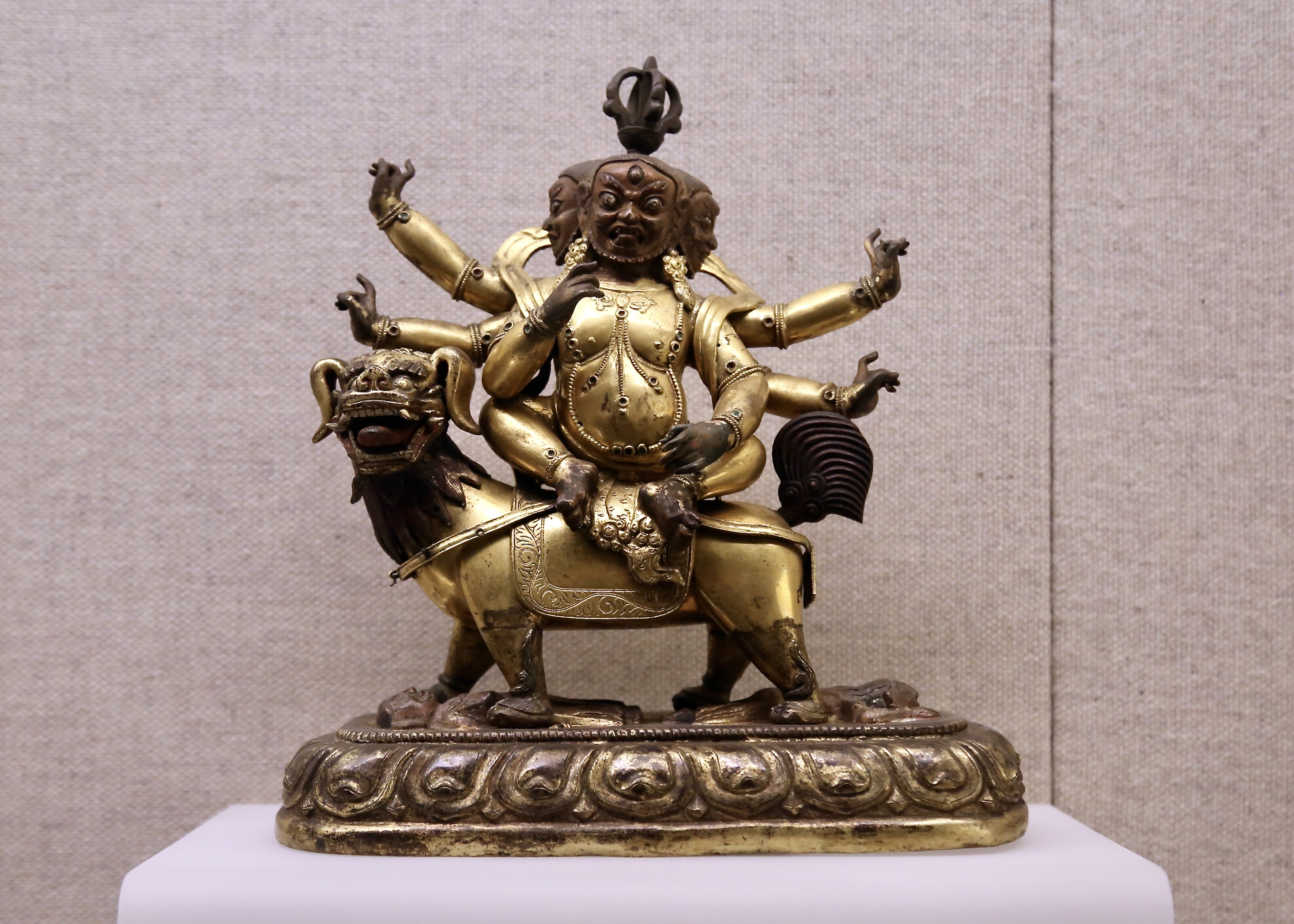
Статуэтка Манджушри во гневе. Позолоченная медь. Династия Цин (1644—1911). Шанхайский музей на Народной площади.
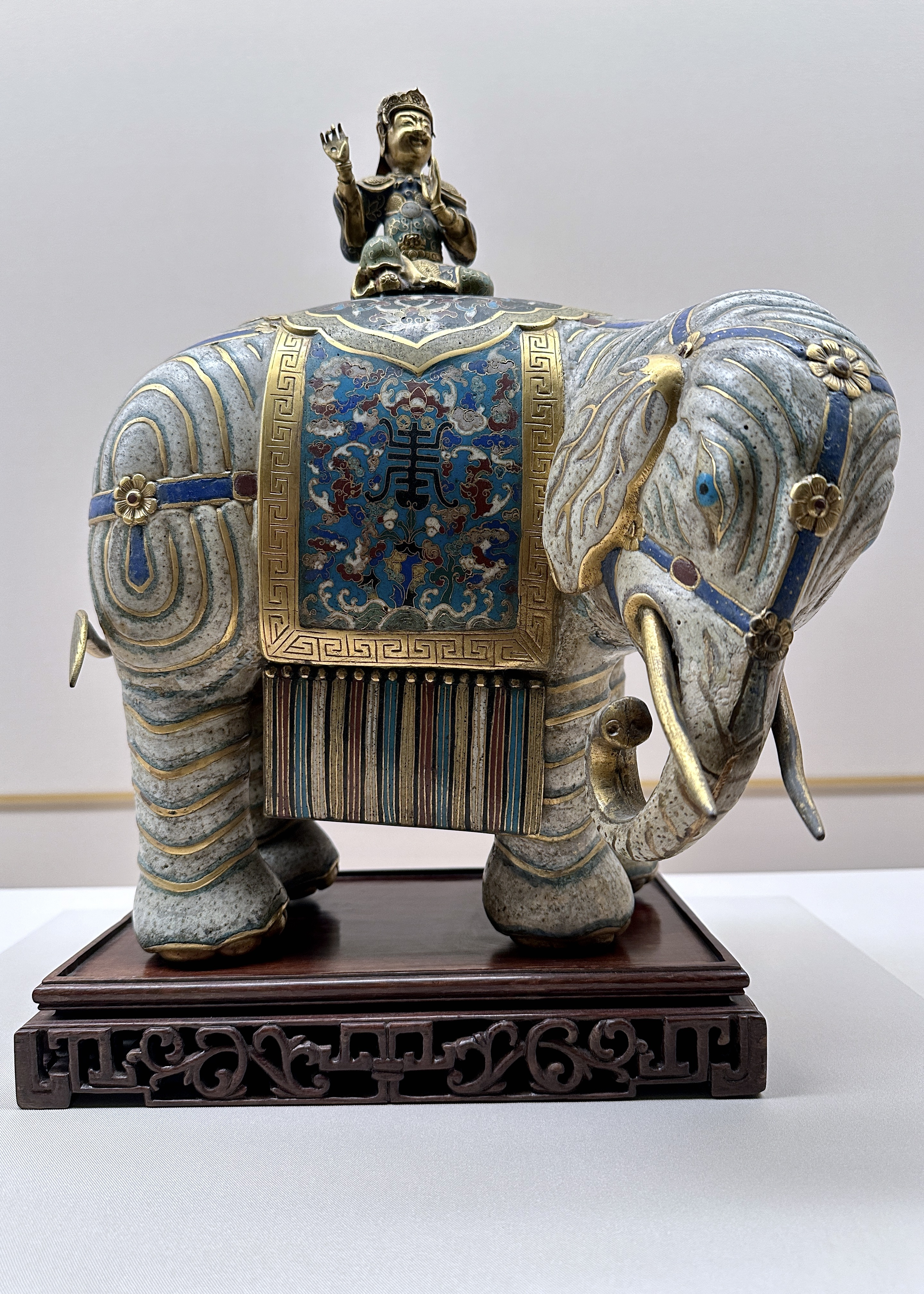
Сосуд для вина (цзунь) в форме слона с погонщиком, выполненный в технике перегородчатой эмали. Династия Цин (1644—1911). Шанхайский музей на Народной площади.
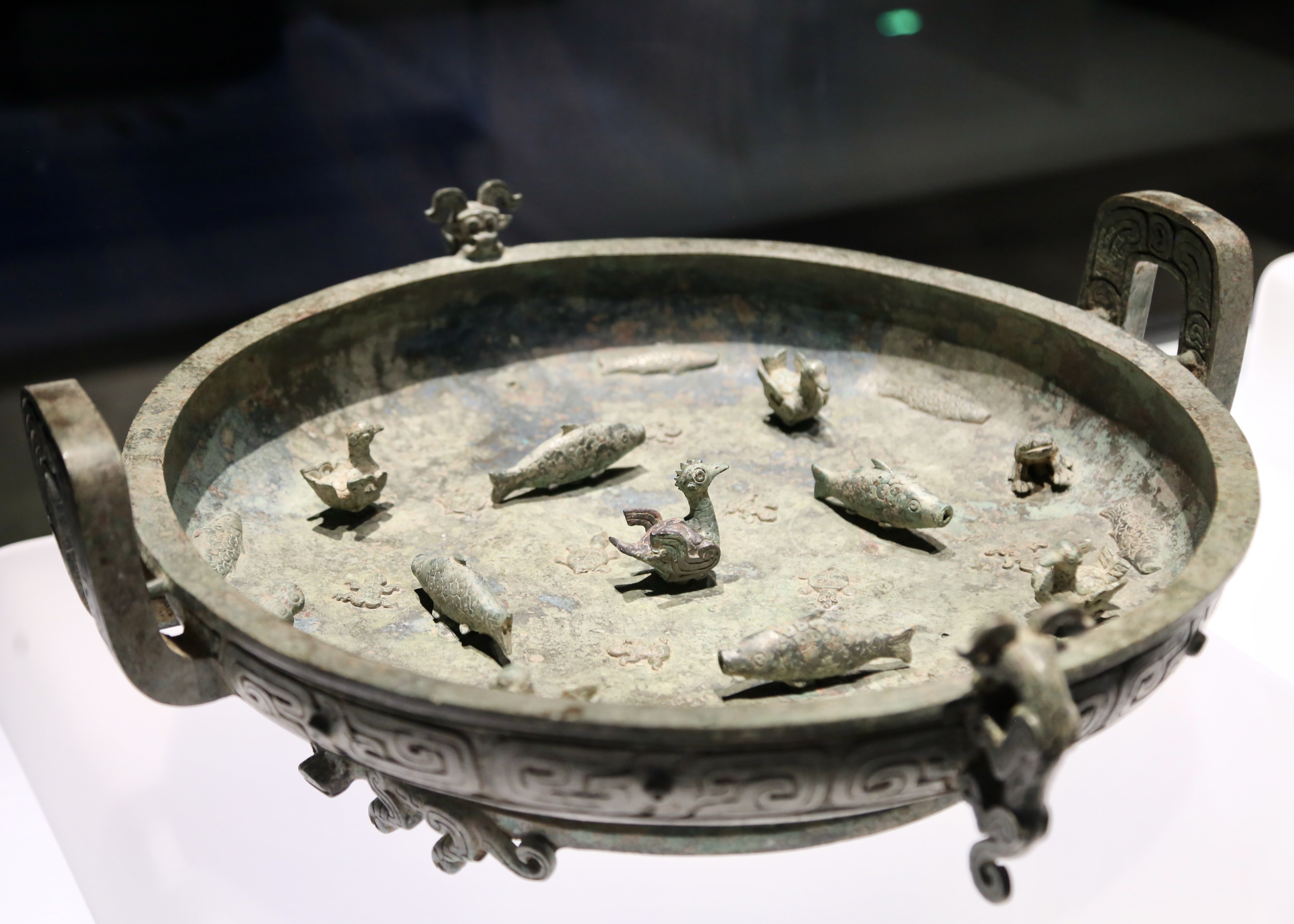
Бронзовая чаша Чжун Цзян (имя супруги заказчика) для умывания с вращающимися фигурками животных.  Ранний период Вёсен и Осеней (770 — 1 половина VII века до н. э.).  Восточный филиал Шанхайского музея.
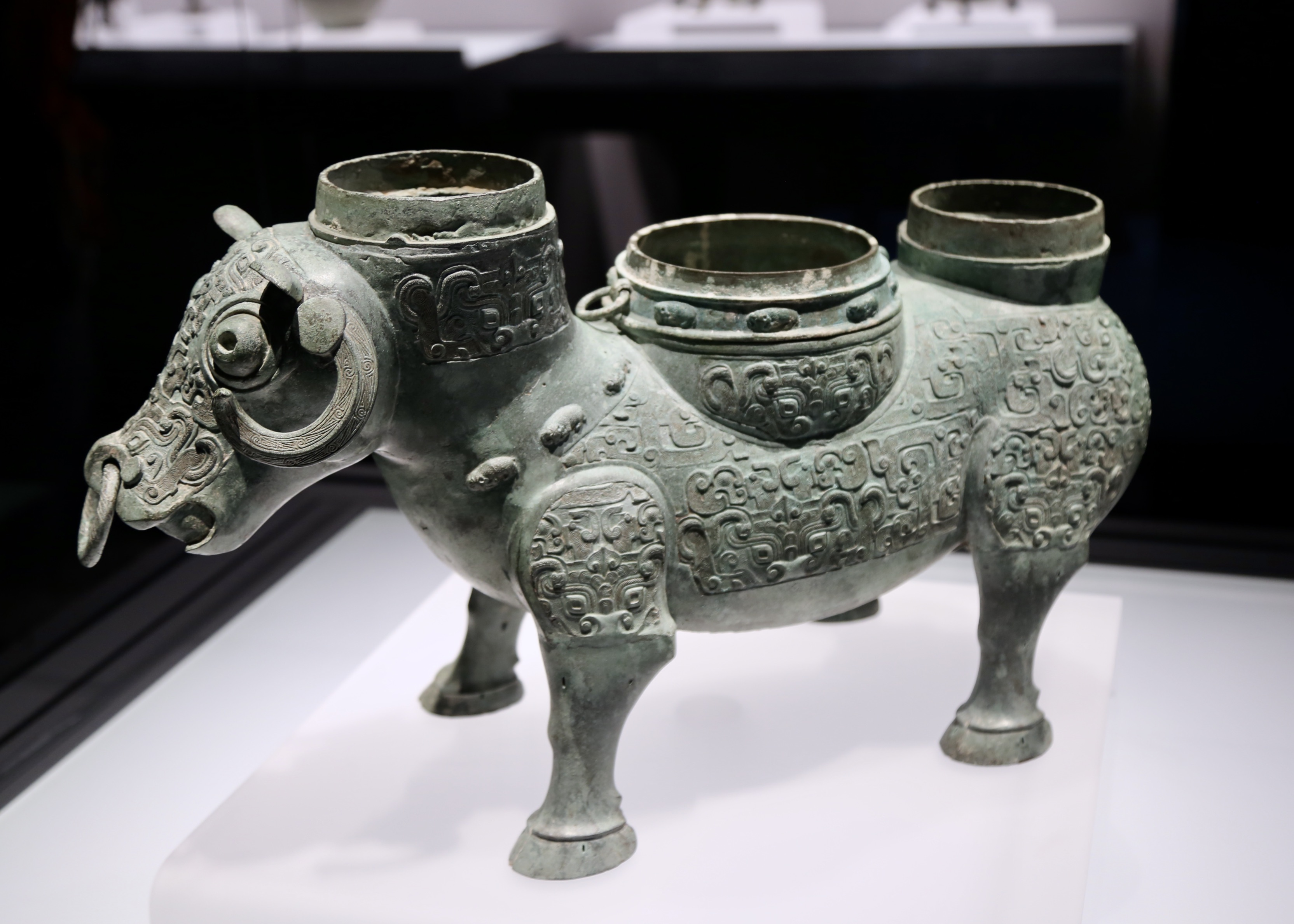
Бронзовый сосуд для вина (цзунь) в форме быка. Поздний период Вёсен и Осеней (1 половина VI века — 476 до н. э.). Найден при раскопках в уезде Хуньюань. Восточный филиал Шанхайского музея.
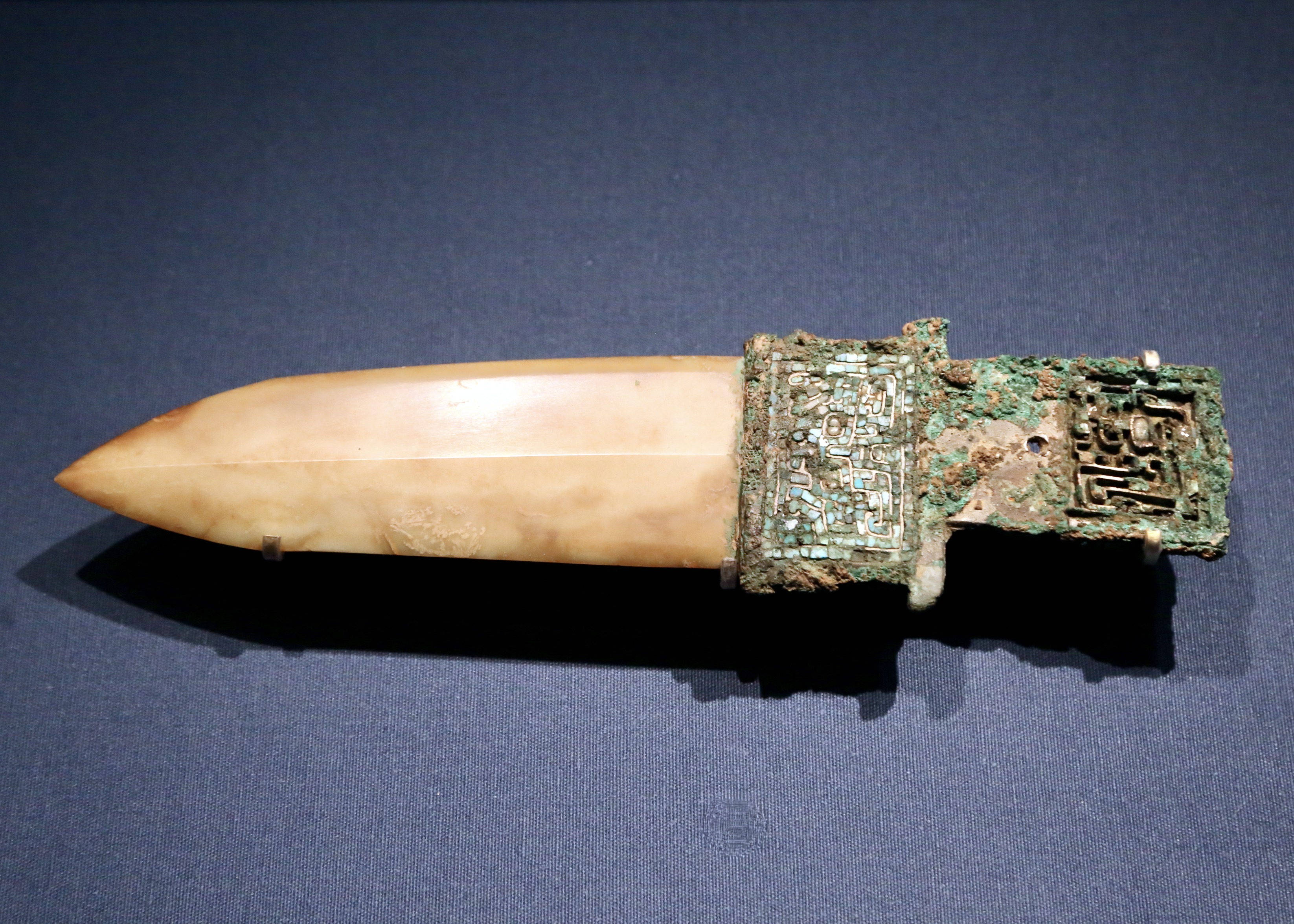
Культовый гэ из нефрита с бронзовой рукояткой, украшенной бирюзой. Династия Шан (ок. 1600—1100 до н. э.).  Восточный филиал Шанхайского музея.
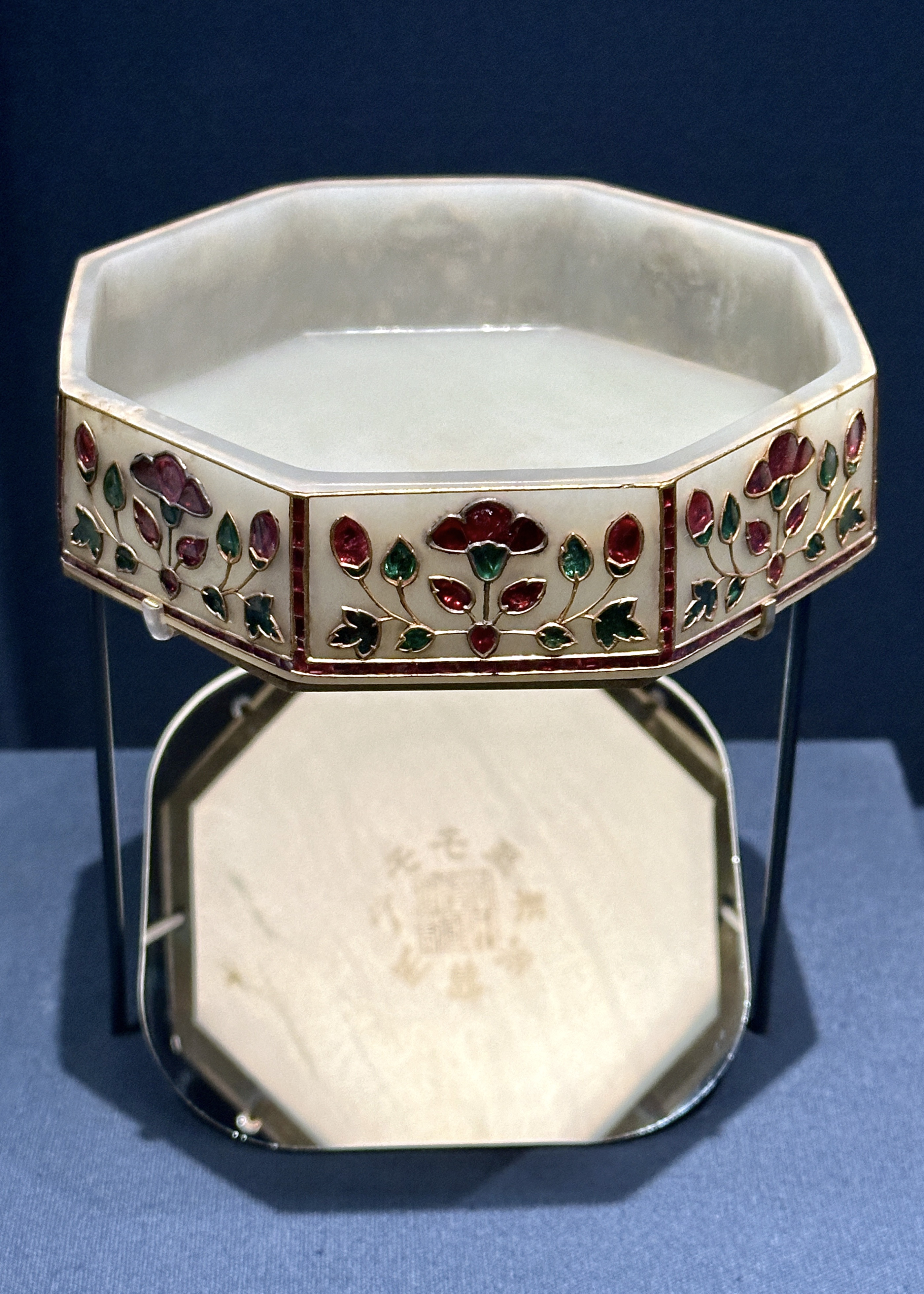
Нефритовая вазочка-поднос, инкрустированная рубинами и изумрудами в золотой оправе в виде цветов. Династия Цин (1644—1911). Восточный филиал Шанхайского музея.
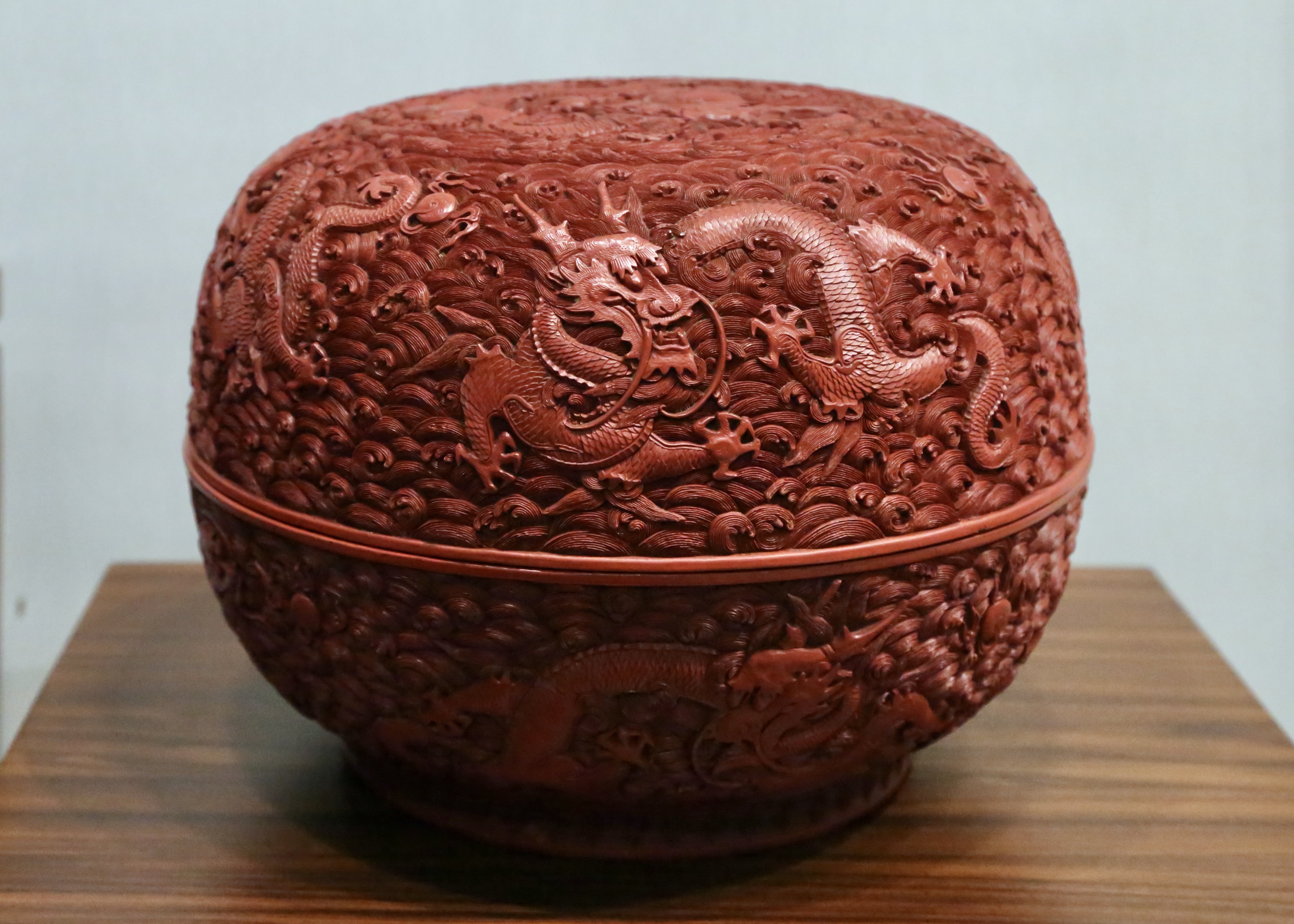
Шкатулка из красного резного лака. Династия Цин (1644—1911). Галерея искусства Цзяннаня в Восточном филиале Шанхайского музея.
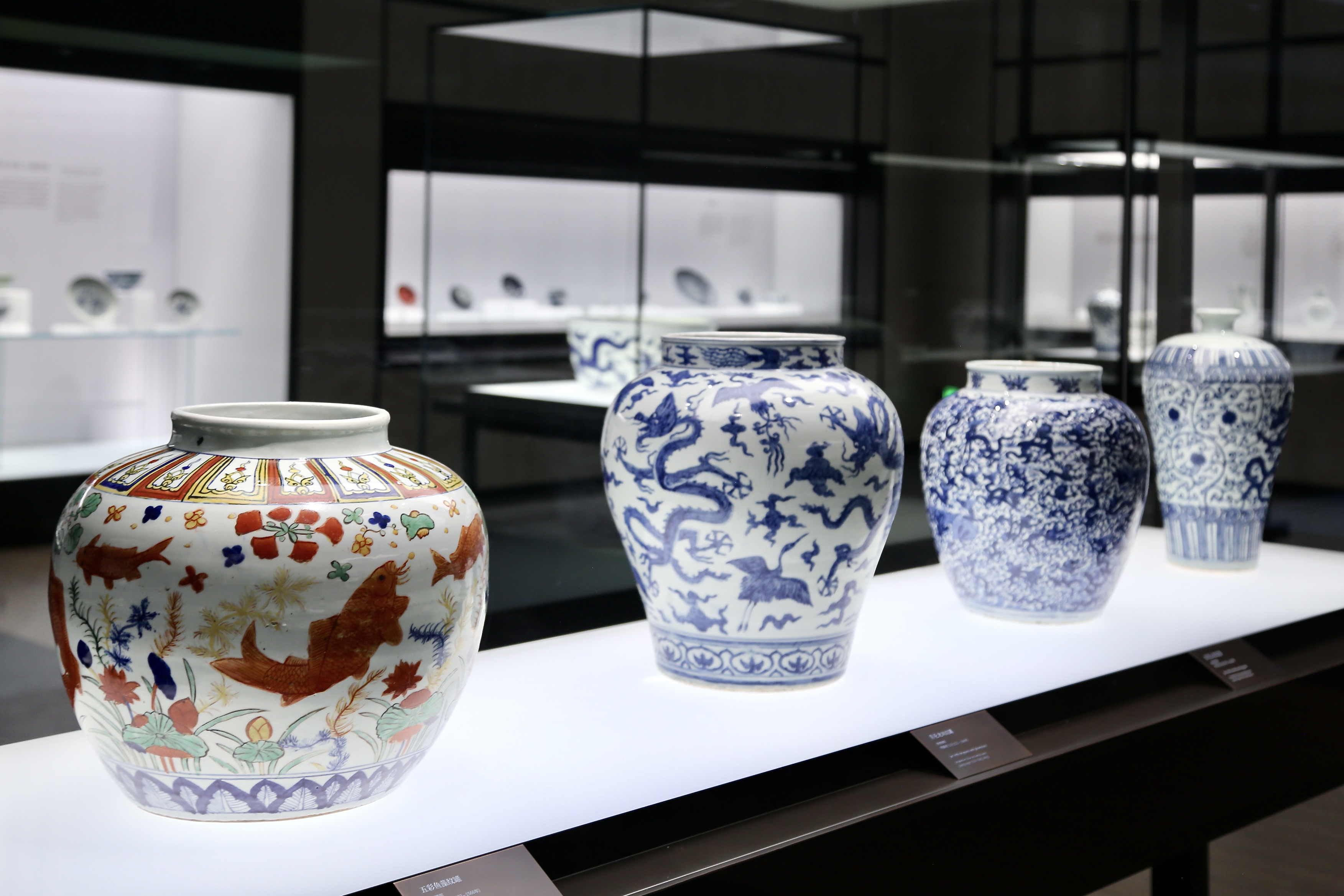
Витрина в отделе древней керамики в Восточном филиале Шанхайского музея.
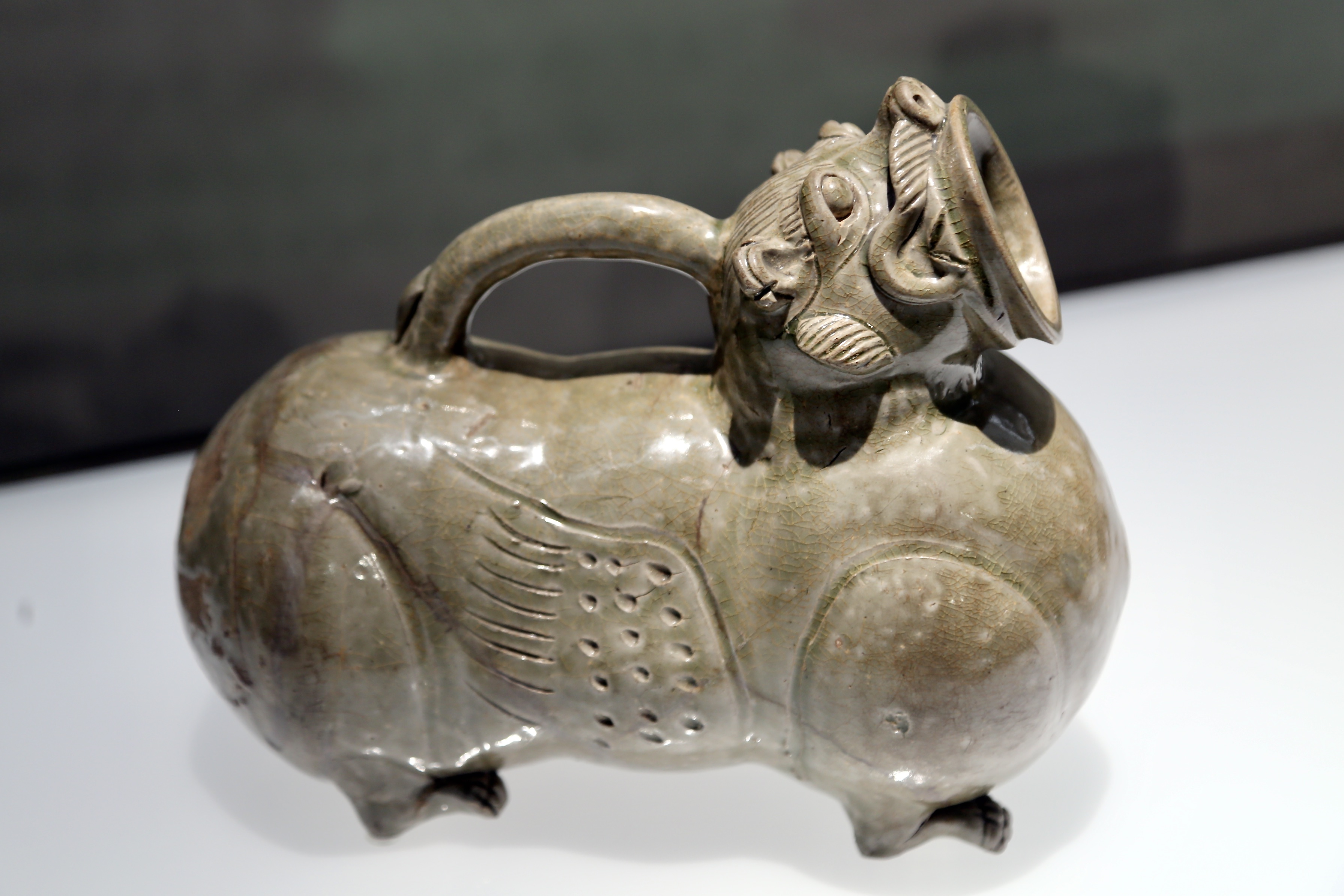
Селадоновый мочесборник (хуцзы) из Юэ. Династия Западная Цзинь (265—316). Восточный филиал Шанхайского музея.
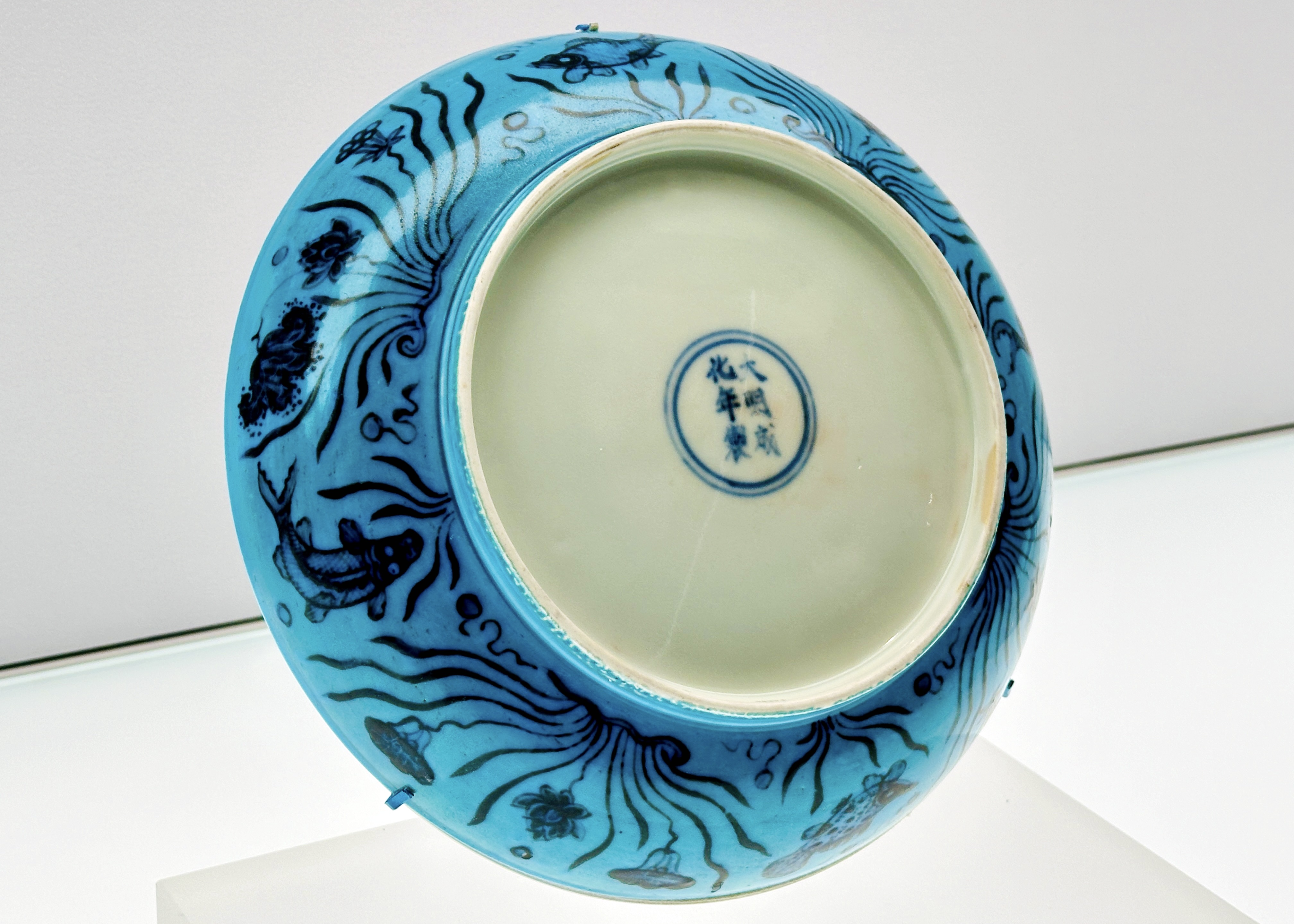
Цзиндэчжэньская тарелка с сине-белым рисунком под бирюзовой глазурью с лотосов и рыб. Эпоха правления Чэнхуа, восьмого императора из династии Мин (1465–1487). Восточный филиал Шанхайского музея.
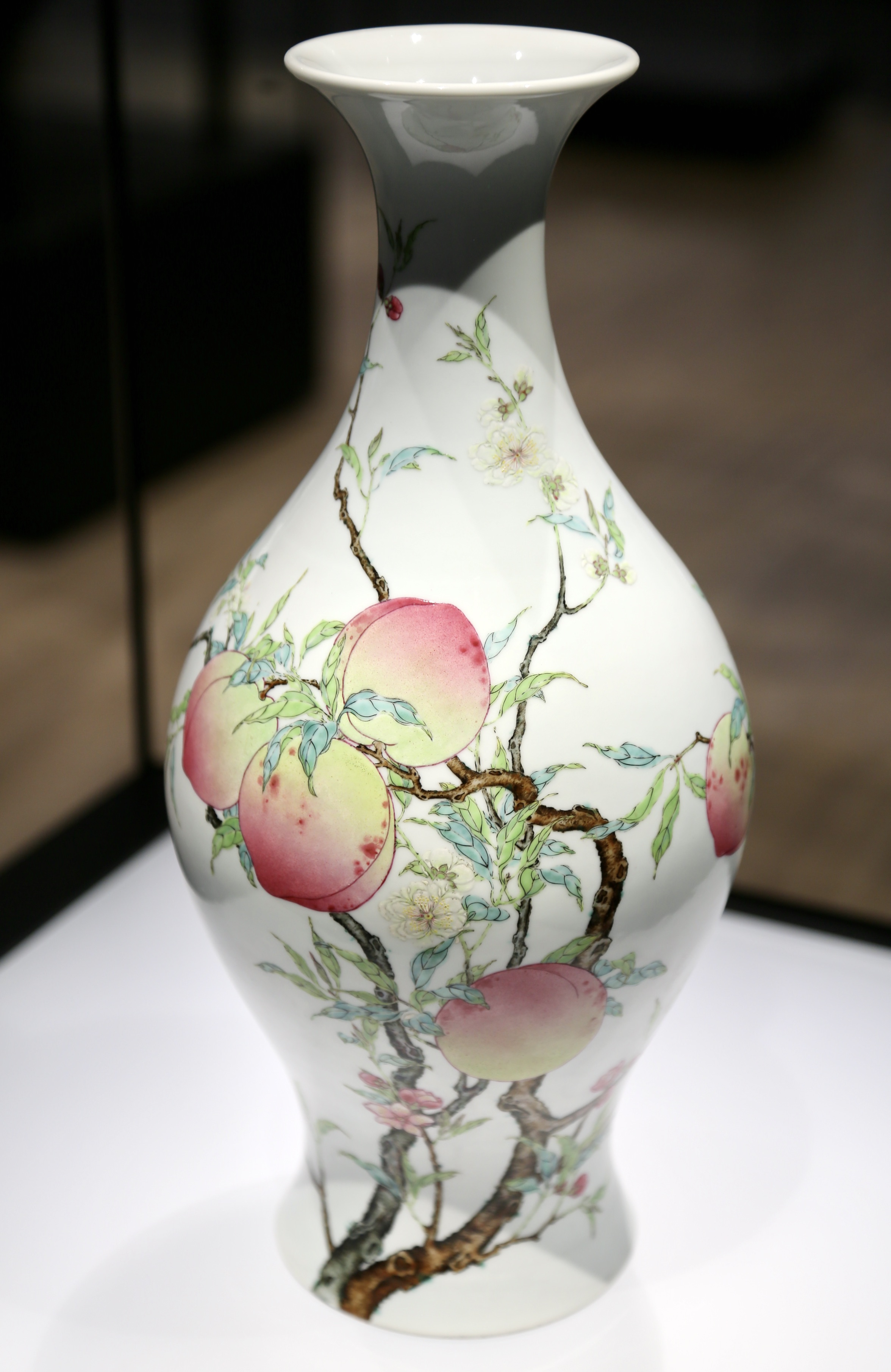
Цзиндэчжэньская ваза, расписанная в стиле «famille rose», с изображением ветвей персикового дерева и летучих мышей. Эпоха правления Иньчжэня, пятого императора из династии Цин (1723—1735).   Восточный филиал Шанхайского музея.
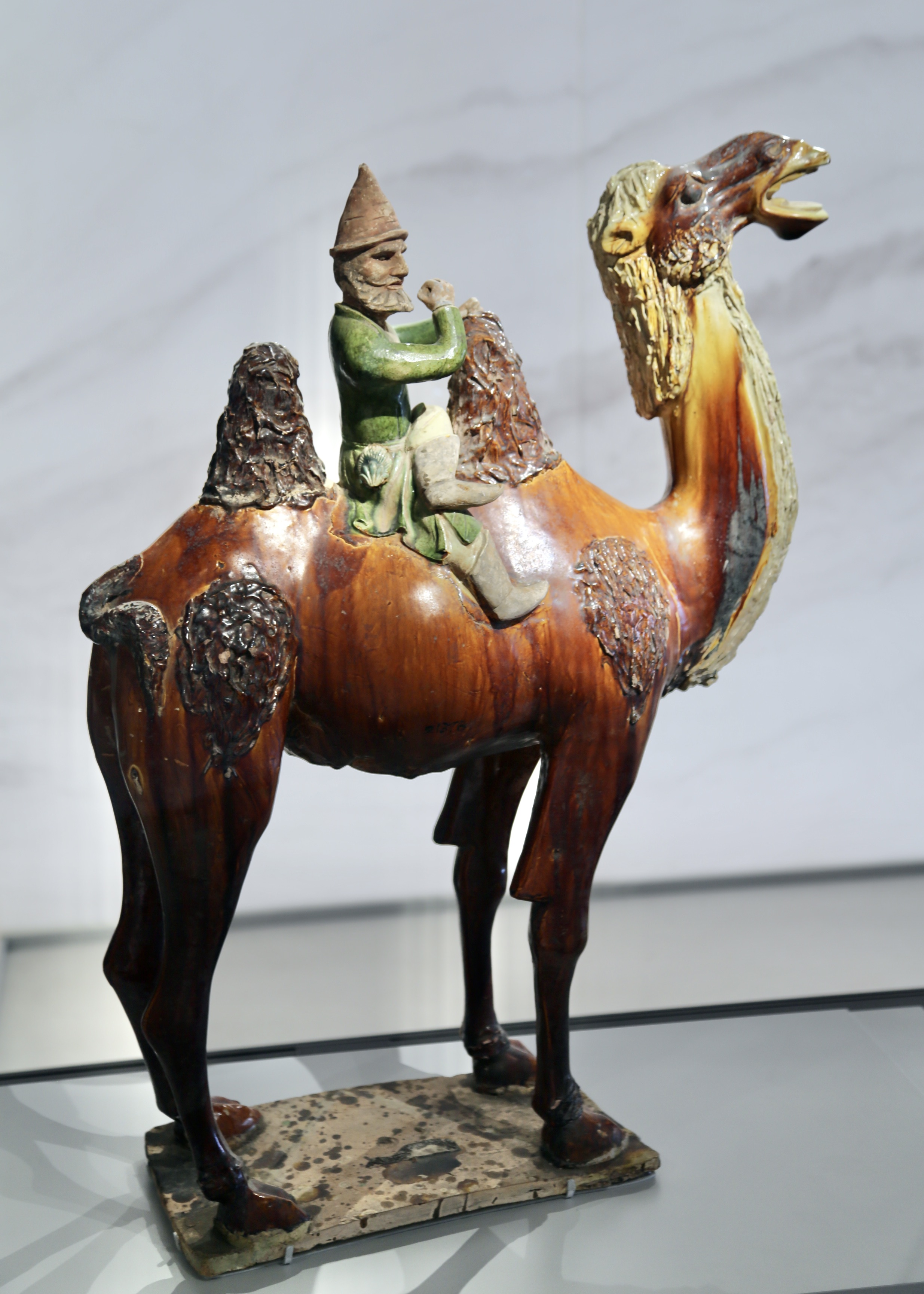
Керамическая статуэтка стиля сань-цай в виде верблюда с согдийским наездником. Династия Тан (618–907). Галерея древней керамики, созданной под влиянием разных культур (CeraMix Gallery) в Восточном филиале Шанхайского музея.
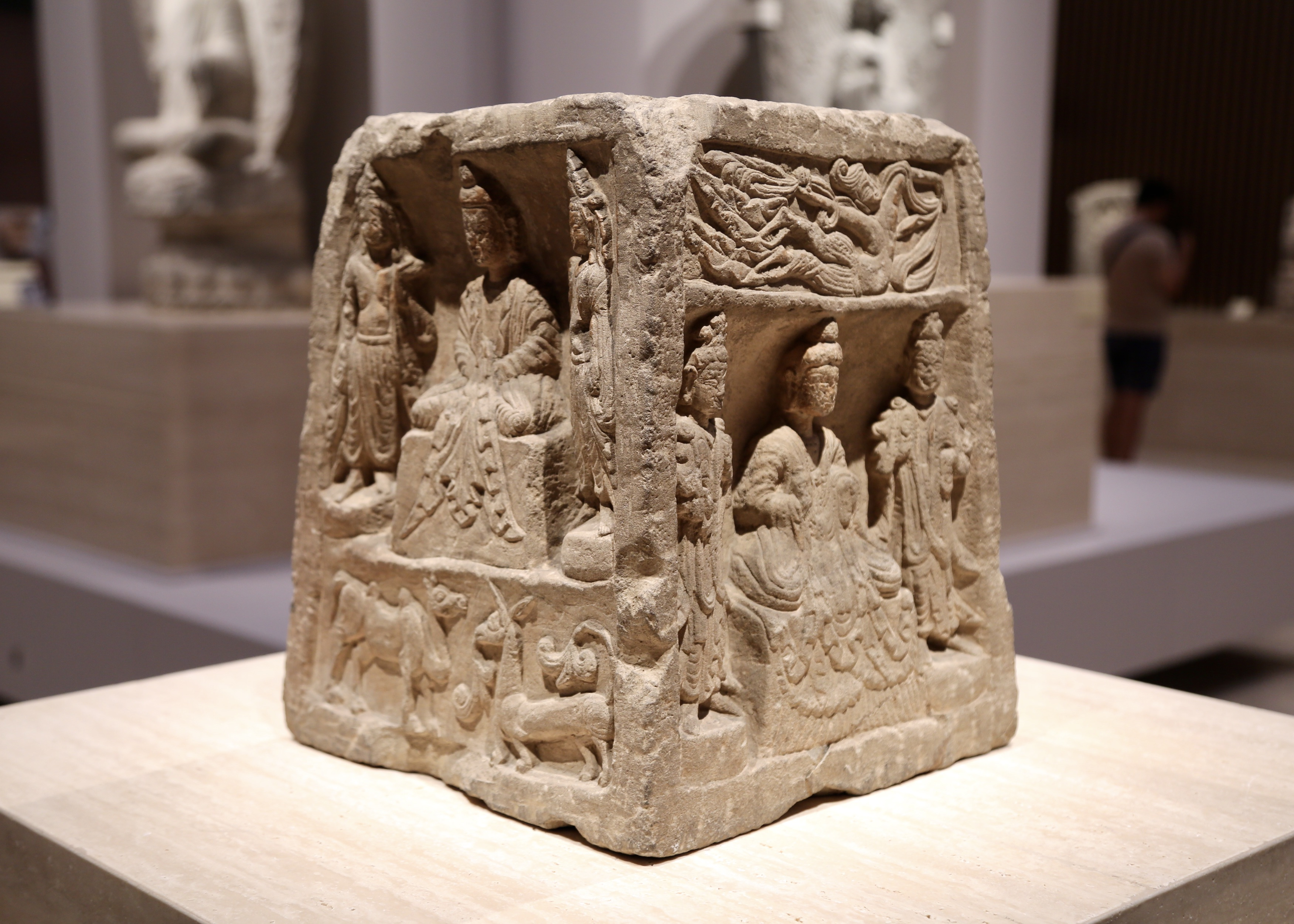
Элемент каменной пагоды. Династия Северная Вэй (386–534). Восточный филиал Шанхайского музея.
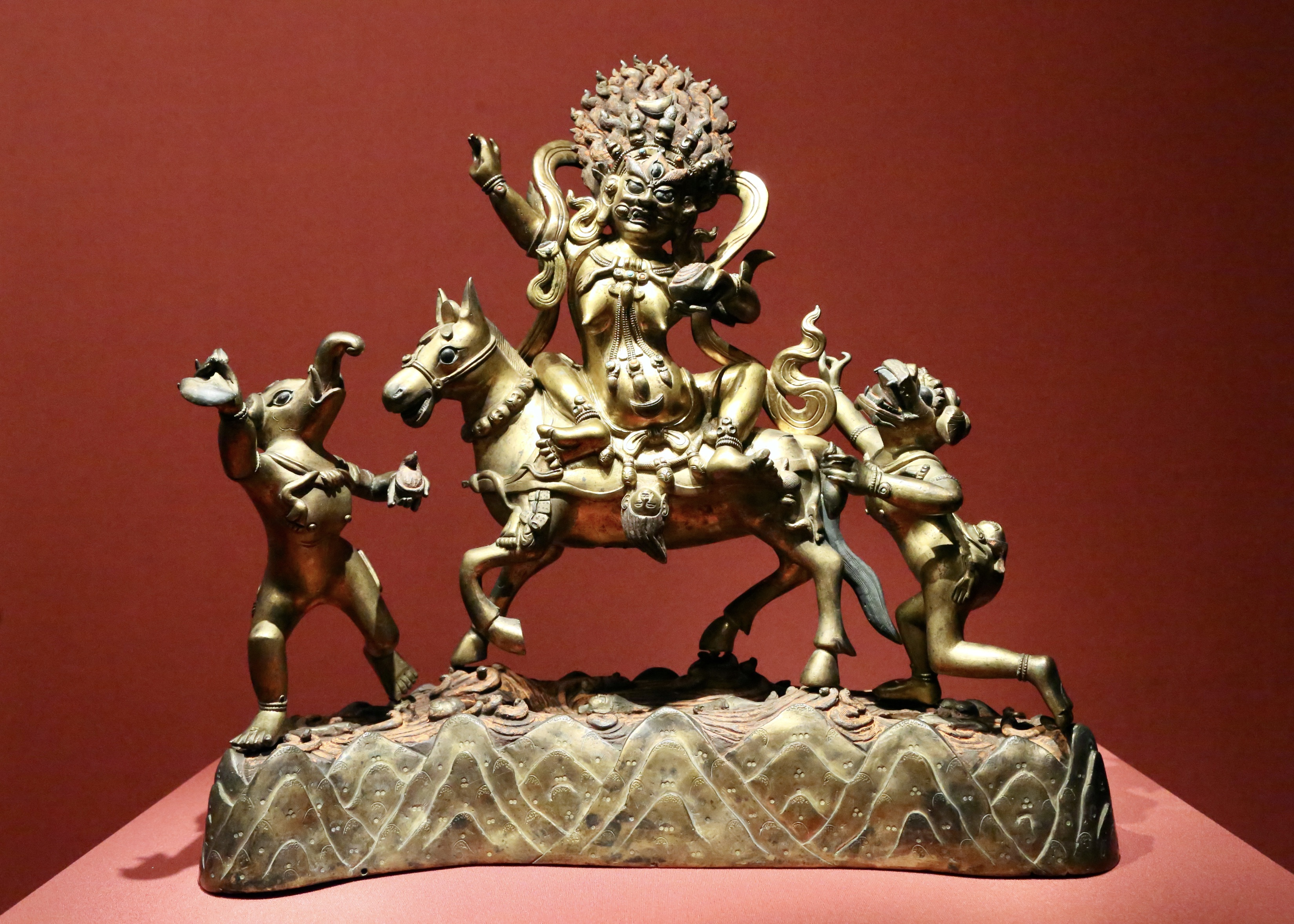
Фигурка богини Шридеви (Палдэн Лхамо) на муле из позолоченной бронзы. Династия Цин (1644—1911). Галерея искусства Цзяннаня в Восточном филиале Шанхайского музея.
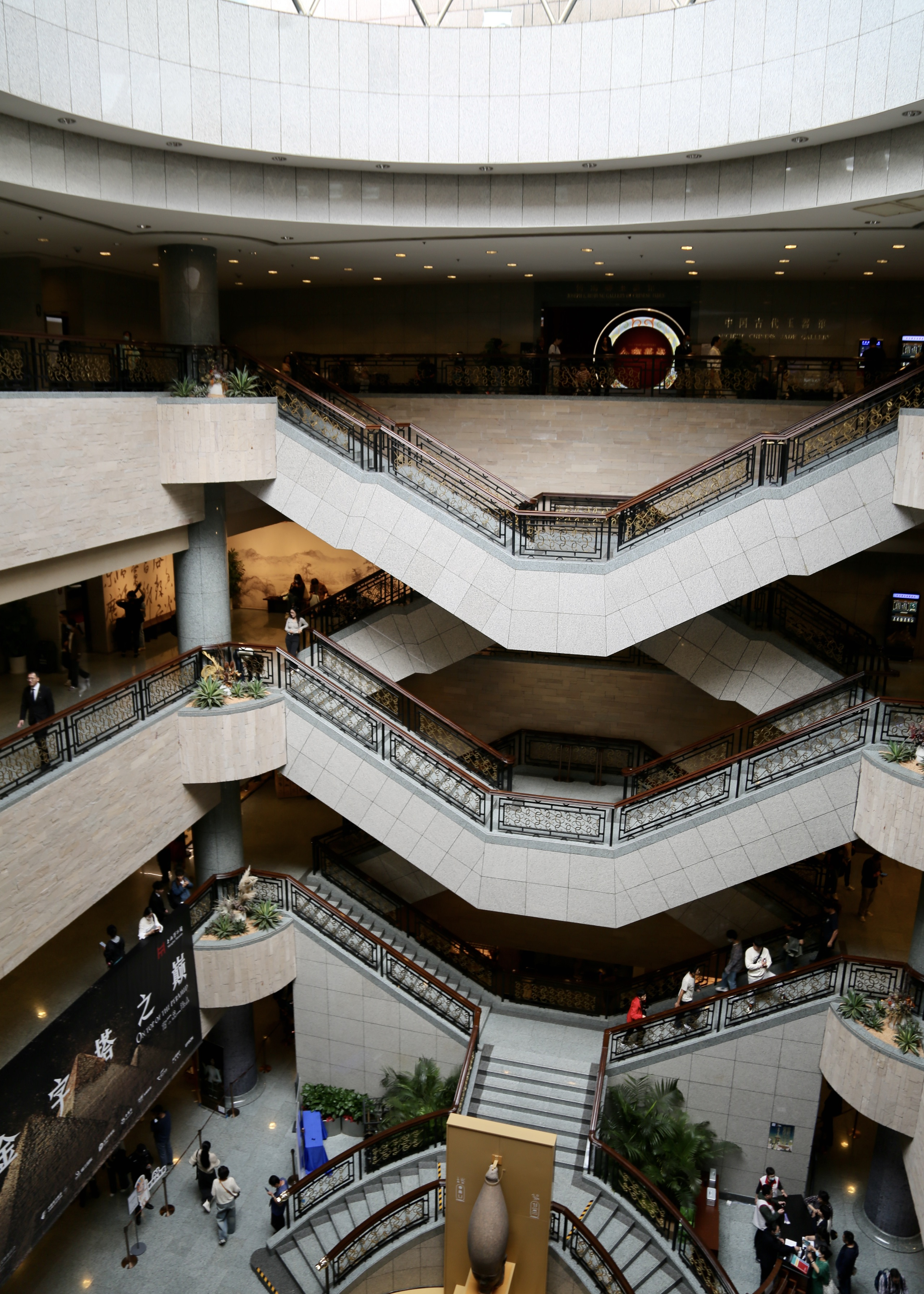
Вестибюль Шанхайского музея на Народной площади.
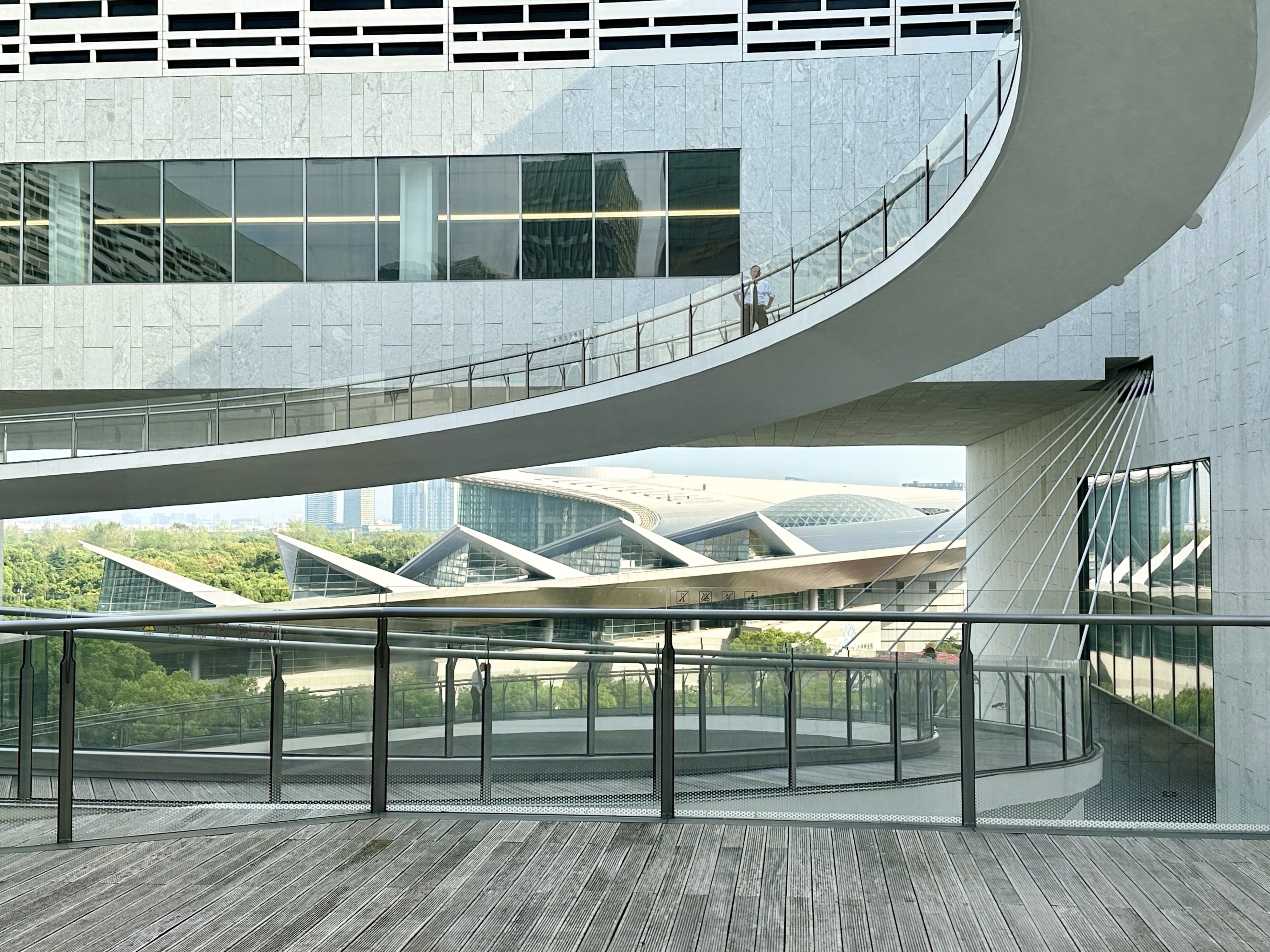
Балкон в Восточном филиале Шанхайского музея.
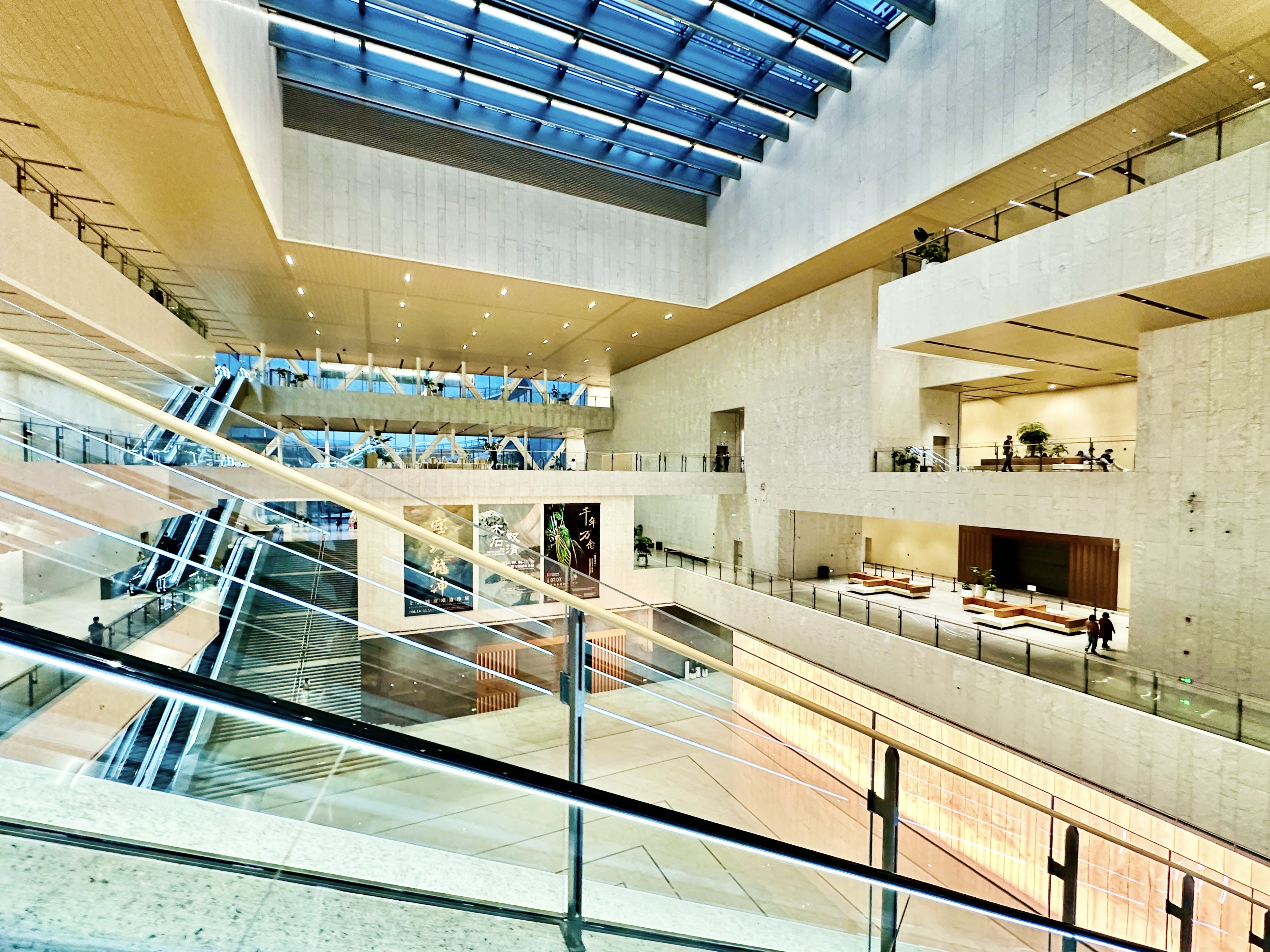
Вестибюль Восточного филиала Шанхайского музея.